# Anton Dostler
Anton Dostler (ur. 10 maja 1891 w Monachium, zm. 1 grudnia 1945 w Aversa) – niemiecki generał piechoty w czasie II wojny światowej, skazany w pierwszym powojennym procesie zbrodniarzy wojennych na karę śmierci przez rozstrzelanie.

## Opis zbrodni
Dnia 22 marca 1944 roku odbył się amerykański desant na włoskie wybrzeże (około 100 kilometrów na północ od miasta La Spezia). Celem ataku było wysadzenie tunelu kolejowego pomiędzy La Spezią a Genuą. Dwa dni po lądowaniu cała grupa została aresztowana przez oddział włoskich i niemieckich żołnierzy.
W czasie przesłuchiwania jeńców jeden z oficerów ujawnił cel misji. Gdy informacja ta dotarła do Dostlera, ten rozkazał rozstrzelanie (na podstawie tajnego rozkazu Kommandobefehl) wszystkich pojmanych. Dowódca niemieckiej jednostki, w której jeńcy byli przetrzymywani, kilkakrotnie depeszował i telefonował do Dostlera w celu wyjaśnienia powodów takiej decyzji, ale ostatecznie rankiem 26 marca wszyscy jeńcy zostali rozstrzelani. Drużyna liczyła 15 żołnierzy, w tym dwóch oficerów.
Anton Dostler został skazany na śmierć i stracony w miejscowości Aversa, przez dwunastoosobowy pluton egzekucyjny o godzinie 08:00 w dniu 1 grudnia 1945 roku.

## Galeria

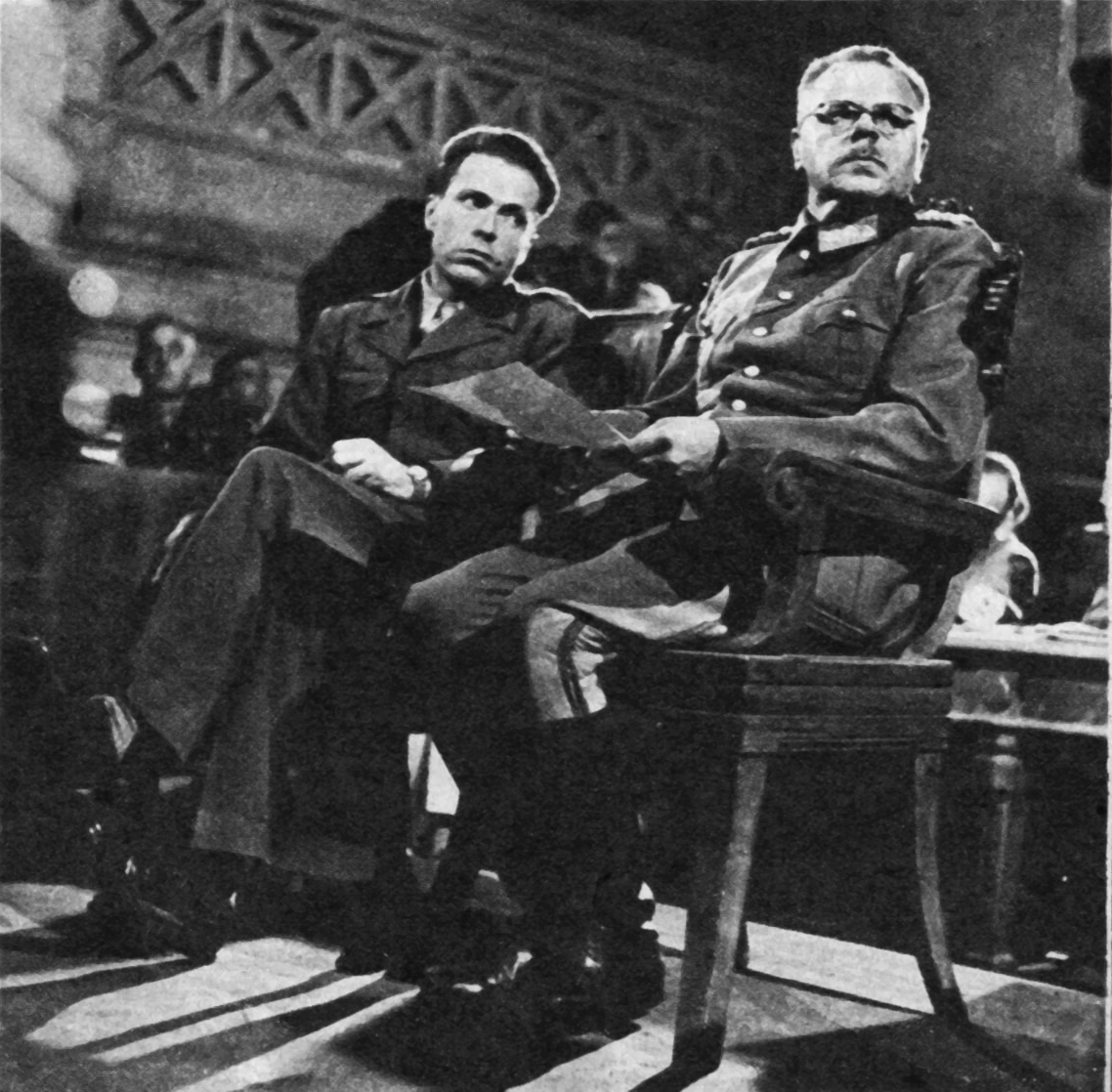
Proces Dostlera
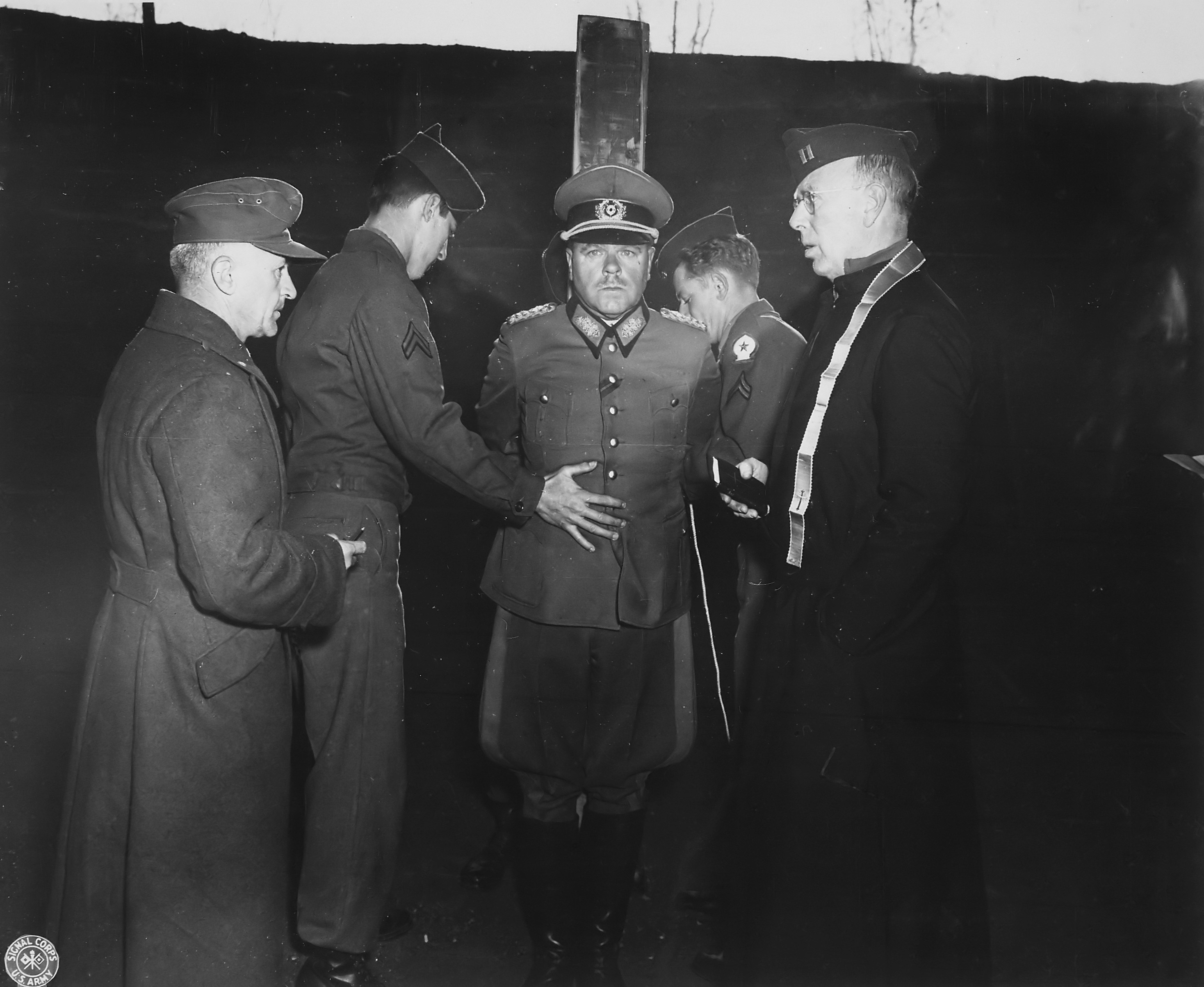
Dostler przed egzekucją
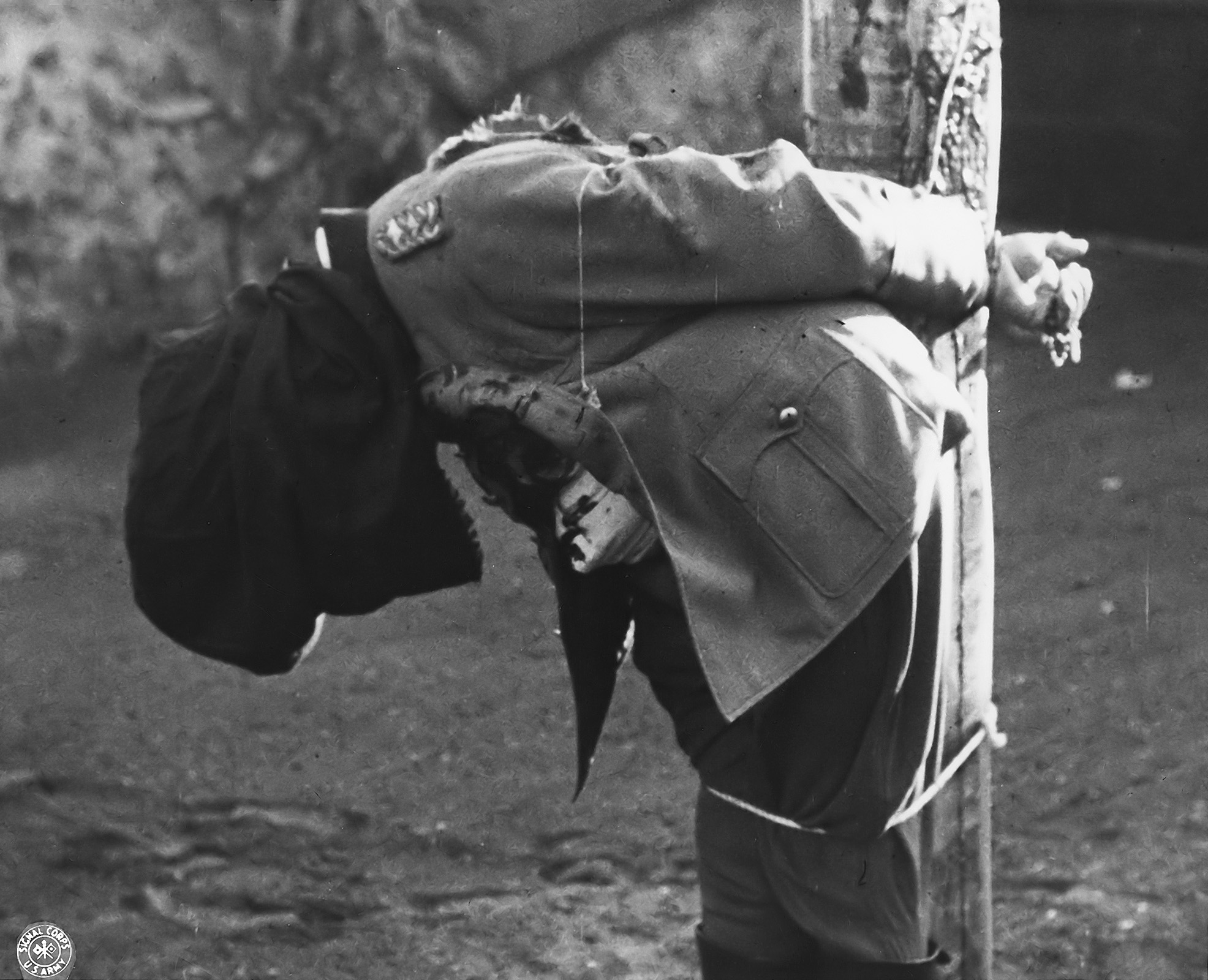
Zwłoki Dostlera